# Всеобщая декларация о культурном разнообразии
Всеобщая декларация ЮНЕСКО о культурном разнообразии (англ. UNESCO Universal Declaration on Cultural Diversity) — принята 2 ноября 2001 года Генеральной конференцией Организации Объединенных Наций по вопросам образования, науки и культуры (ЮНЕСКО).
Декларация состоит из 12 статей. В статье 1-й, озаглавленной «Культурное разнообразие как общее достояние человечества», говорится, что «Будучи источником обменов, новаторства и творчества, культурное разнообразие так же необходимо для человечества, как биоразнообразие для живой природы. В этом смысле оно является общим достоянием человечества и должно быть признано и закреплено в интересах нынешнего и будущих поколений». В статье 4-й говорится, что культурное разнообразие не может использоваться как предлог для ущемления прав человека, гарантированных международным правом, или для ограничения сферы их применения. В статье 5-й языковые права признаются в качестве культурных прав в соответствии со статьёй 27-й Всеобщей декларации прав человека. В статье 6-й подтверждается свобода выражения мнений, плюрализм средств массовой информации и многоязычие. Последняя, 12-я статья определяет роль ЮНЕСКО.